# شکره (ساز)
شکره (زبان یوروبایی: Ṣẹ̀kẹ̀rẹ̀)، یک ساز کوبه‌ای یوروبا است که از کدوی خشک شده با مهره‌ها یا کاوری‌ها بافته شده و به‌صورت توری روی کدو را می‌پوشاند. شکره در یوروبالاند (Yorubaland)، که شامل کشورهای نیجریه، بنین، و توگو است، سرچشمه می‌گیرد. رجوع به یوروبا شود. این ساز در سنت‌های فولکلور آفریقای غربی و آمریکای لاتین و همچنین برخی از سبک‌های موسیقی رایج است. در اجرا تکان داده می‌شود و یا به دست‌ها ضربه می‌زند. شکره از کدوهای تاک که روی زمین می‌رویند درست می‌شود. شکل کدو تعیین کننده صدای ساز است. شکره با خشک کردن کدو به مدت چند ماه و سپس جدا کردن پالپ و بذر آن درست می‌شود. پس از ساییده شدن، مهره‌کاری ماهرانه و همچنین رنگ اضافه می‌شود.

## انواع
در سرتاسر قاره آفریقا سازهای کوبه‌ای مشابه کدو/مهره یا کدو/بذر وجود دارد. برخی از آنها لیلولو، آگزاتسه (Axatse) در غنا، جابارا در گینه، اوشاکا (ushàkà)، چکوئره و ساسا (saa saa) در لیبریا هستند. آگبه طبل کدویی با پوسته کاوری است که آن را معمولاً با نخ پنبه‌ای سفید می‌بندند. آگزاتسه کدوی کوچکی است که با گردن گرفته می‌شود و بین دست و پا ضرب می‌شود. در لیبریا، تور دارای یک "دم" بلند است که از طریق آن مهره‌ها دستکاری می‌شوند.
در کوبا، شکره، همچنین به‌عنوان آگو (aggué) یا ابوه (abwe) شناخته می‌شود، کدوی توخالی بزرگی (حدود ۵۰ سانتی‌متر طول) است که تقریباً به‌طور کامل توسط شبکه‌ای از طناب احاطه شده‌است، که مهره‌های رنگی زیادی به آن متصل می‌شوند. به‌طور گسترده در موسیقی مقدس و عامه‌پسند آفریقایی-کوبایی (Afro Cubans) استفاده می‌شود، ممکن است پیچ خورده، تکان داده شود یا سیلی‌زده شود و انواع مختلفی از افکت‌ها را ایجاد کند. از نظر موسیقی، نسبت به ماراکاها انعطاف‌پذیرتر است.
در برزیل به این جغجغه کدوی آفریقایی خِکوِرِه (xequerê) می‌گویند. از کدویی (کاباچا) تشکیل شده‌است که از وسط آن بریده شده و سپس در توری پیچیده شده است که در آن مهره‌ها یا توپ‌های پلاستیکی کوچک نخ می‌شود. افوکس (afoxé) یک ساز مشابه و کوچک‌تر است.